# 10분 (2002년 영화)
《10분》(10 Minutes, 10 Minuta)은 보스니아 헤르체고비나에서 제작된 아메드 이마모빅 감독의 2002년 단편 영화이다. 로마에 머물던 일본의 관광객의 삶에 대해 다루고 있다.

## 출연
- Elmedin Leleta: Kid (Almedin Leleta)
- Satoshi Yahata: Tourist
- Milan Pavlović: Shopkeeper
- Jasna Žalica: Mother
- Izudin Bajrović: Father
- Admir Glamočak: Atko
- Enis Bešlagić: Soldier 1
- Elmir Jukić: Soldier 2
- Sanja Burić: Sanja
- Advan Tabaković: Kid playing football

## 수상
이 영화는 유럽 영화 아카데미에서 Best short film of 2002를 수상했다.